# Лесли, Джон (физик)
Джон Ле́сли (англ. Sir John Leslie, 1766—1832) — шотландский физик, с 1805 года профессор математики, а с 1819 года профессор физики в университете в Эдинбурге. Известен работами по тепловому лучеиспусканию (дифференциальный термометр); член Лондонского и Эдинбургского королевских обществ. В 1810 году он устроил первую абсорбционную машину для приготовления искусственного льда.

## Труды
- «Nature and propagation of heat» (1804),
- «Elements of Geometry, geometrical analysis and plane trigonometry» (1809),
- «A short account of experiments and instruments depending on the relation of air to heat and moisture» (1813)